# Sphaeronectes tiburonae
Sphaeronectes tiburonae is een hydroïdpoliep uit de familie Sphaeronectidae. De poliep komt uit het geslacht Sphaeronectes. Sphaeronectes tiburonae werd in 2009 voor het eerst wetenschappelijk beschreven door Pugh. 